# Eleição municipal de Mauá em 1992
A eleição municipal da cidade brasileira de Mauá em 1992 teve o seu primeiro turno no dia 3 de outubro de 1992, no qual foram eleitos um prefeito, um vice-prefeito e 21 vereadores que são responsáveis pela administração da cidade paulista no mandato a se iniciar em 1.º de janeiro de 1993 e com término em 31 de dezembro de 1996. O prefeito titular era Amaury Fioravanti, do Partido Liberal. José Carlos Grecco, candidato do Partido do Movimento Democrático Brasileiro foi eleito em turno único, com 40,28% dos votos válidos.

## Candidatos
| N° | Prefeito     | Prefeito                             | Prefeito | Prefeito                                     | Vice-prefeito (a) | Vice-prefeito (a) | Vice-prefeito (a) | Vice-prefeito (a) | Vice-prefeito (a) | Coligação Partido(s) | Ref.  |
| N° | Candidato(a) | Candidato(a)                         | Partido  | Cargos relevantes                            | Candidato(a)      | Candidato(a)      | Candidato(a)      | Partido           | Cargos relevantes | Coligação Partido(s) | Ref.  |
| -- | ------------ | ------------------------------------ | -------- | -------------------------------------------- | ----------------- | ----------------- | ----------------- | ----------------- | --- | -------------------- | ----- |
| 13 |              | Márcio Chaves Márcio Chaves Pires    | PT       | - Vereador de Mauá (1989-1992)               |                   |                   | Desconhecido      |                   | |                      | [ 1 ] |
| 15 |              | Grecco José Carlos Grecco            | PMDB     | - Deputado Federal por São Paulo (1987-1991) |                   |                   | Leonel Damo       | PMDB              | - Vereador de Mauá (1960-1967) (1973-1977) - Vice-prefeito de Mauá (1970-1973) - Prefeito de Mauá (1983-1988) - Deputado Estadual por São Paulo (1991-1992) |                      | [ 1 ] |
| 22 |              | Dr.Nicanor Nicanor Pereira de Castro | PL       |                                              |                   |                   | Desconhecido      |                   | |                      | [ 1 ] |
| 28 |              | Alberto Marum                        | PTR      |                                              |                   |                   | Desconhecido      |                   | |                      | [ 1 ] |
| 40 |              | Manoel Ribeiro Soares                | PSB      |                                              |                   |                   | Desconhecido      |                   | |                      | [ 1 ] |

## Resultado
| Candidato                 | Vice                     | 1.º turno 3 de outubro de 1992 | 1.º turno 3 de outubro de 1992 |
| Candidato                 | Vice                     | Votação                        | Votação                        |
| Candidato                 | Vice                     | Total                          | %                              |
| ------------------------- | ------------------------ | ------------------------------ | ------------------------------ |
| José Carlos Grecco (PMDB) | Leonel Damo (PMDB)       | 63.450                         | 40,28%                         |
| Márcio Chaves Pires (PT)  | Desconhecido             | 34.762                         | 22,07%                         |
| Nicanor Pereira (PL)      | Desconhecido             | 14.115                         | 8,96%                          |
| Alberto Marum (PTR)       | Desconhecido             | 1.360                          | 0,86%                          |
| Manoel Ribeiro (PSB)      | Desconhecido             | 939                            | 0,60%                          |
| → Total de votos válidos  | → Total de votos válidos | 114.626                        | 66,20%                         |
| → Votos em branco         | → Votos em branco        | 24.059                         | 15,27%                         |
| → Votos nulos             | → Votos nulos            | 18.840                         | 11,96%                         |
| Total                     | Total                    | 157.525                        | 90,98%                         |
| Abstenções                | Abstenções               | 15.613                         | 9,02%                          |
| Total de inscritos        | Total de inscritos       | 173.138                        | 100%                           |

## Câmara de Vereadores
Para o quadriênio 1993-1996, foram eleitos 21 vereadores.
| Vereadores eleitos em Mauá - 1992   | Vereadores eleitos em Mauá - 1992 | Vereadores eleitos em Mauá - 1992 | Vereadores eleitos em Mauá - 1992 |
| Candidato (a)                       | Partido                           | Votação                           | Votação                           |
| Candidato (a)                       | Partido                           | Votos                             | %                                 |
| ----------------------------------- | --------------------------------- | --------------------------------- | --------------------------------- |
| Ademir Jacomussi                    | PMDB                              | 2.036                             | 1,29%                             |
| Alexandre Ratti                     | PTB                               | 1.845                             | 1,17%                             |
| Lolo Fargiani                       | PTB                               | 1.560                             | 0,99%                             |
| Sérgio Walendy                      | PSDB                              | 1.457                             | 0,92%                             |
| Silvar Silva                        | PMDB                              | 1.444                             | 0,92%                             |
| Clóvis Volpi                        | PMDB                              | 1.393                             | 0,88%                             |
| Paulo Bio                           | PMDB                              | 1.351                             | 0,86%                             |
| Francisco de Carvalho               | PL                                | 1.342                             | 0,85%                             |
| Oswaldo Dias                        | PT                                | 1.312                             | 0,83%                             |
| Luiz Carlos Pegoraro                | PSDB                              | 1.254                             | 0,80%                             |
| Olivier Negri Filho                 | PSDB                              | 1.068                             | 0,68%                             |
| Francisco Esmeraldo Felipe Carneiro | PSDB                              | 997                               | 0,63%                             |
| Antônio Soares de Oliveira          | PT                                | 869                               | 0,55%                             |
| João Leandra Jorge                  | PL                                | 867                               | 0,55%                             |
| Manoel Lopes dos Santos             | PL                                | 771                               | 0,49%                             |
| Zeferino Ferreira de Sousa          | PSC                               | 767                               | 0,49%                             |
| Helcio Antonio da Silva             | PT                                | 721                               | 0,46%                             |
| Diva Alves                          | PT                                | 720                               | 0,46%                             |
| Wagner Rubinelli                    | PT                                | 699                               | 0,44%                             |
| Yasuaki Koyota                      | PL                                | 534                               | 0,34%                             |
| Arissol Miranda                     | PDC                               | 448                               | 0,28%                             |
| → Total de votos apurados           | → Total de votos apurados         | 23.455                            | 13,55%                            |
| Eleitores                           |                                   |                                   |                                   |
| Comparecimento                      | Comparecimento                    | 157.525                           | 90,98%                            |
| → Votos em branco                   | → Votos em branco                 | 14.845                            | 9,42%                             |
| → Votos nulos                       | → Votos nulos                     | 21.756                            | 13,81%                            |
| Abstenções                          | Abstenções                        | 15.613                            | 9,02%                             |
| Total de eleitores                  | Total de eleitores                | 173.138                           | 100%                              |

| Legenda | Legenda      |
| ------- | ------------ |
|         | Reeleito (a) |